# یوبرانگالا
یوبرانگالا (به انگلیسی: Ubrangala) یک روستا در هند است که در Kasaragod district واقع شده‌است.